# Zvolen
Zvolen (Duits: Altsohl, Hongaars: Zólyom) is een stad in Slowakije met 43 318 inwoners (2011). Bij Zvolen mondt de rivier Slatana uit in de Hron. De stad ligt vlak bij Banská Bystrica en heeft een historisch centrum met een middeleeuws kasteel.

## Geschiedenis
De omgeving van Zvolen was bevolkt sinds de oude steentijd. In de negende eeuw werd een Slavische nederzetting, tegenwoordig bekend als de regio Môťová, het regionale centrum van wat nu Centraal-Slowakije is. Zvolen bleef tot de jaren 1760 de hoofdstad van de regio Zvolen. In de elfde en twaalfde eeuw werd Pustý hrad (Woeste burcht), een van de grootste middeleeuwse burchten, gebouwd. De stad, oorspronkelijk gebouwd onder de burcht, lag aan de belangrijke handelsroute Via Magna van Buda naar Krakau.
Zvolen kreeg in 1243 als een van de eerste steden in het Hongaarse Koninkrijk stadsrechten van koning Béla IV van Hongarije. Later, tussen 1370 en 1382, bouwde koning Lodewijk I van Hongarije het Slot van Zvolen, dat uitgroeide tot een populair jachtverblijf voor de Hongaarse koningen. De aanstaande koningin Maria van Hongarije en keizer Sigismund vierden er hun huwelijk in 1385.
In 1871-72 werden twee nieuwe spoorwegen aangelegd waarop Zvolen werd aangesloten, en werd de stad een belangrijk verkeersknooppunt en industrieel centrum. Zvolen speelde een belangrijke rol tijdens de Slowaakse Nationale Opstand. Twee daarbij gebruikte gepantserde treinen Hurban en Štefánik, die gebouwd zijn in de lokale treinfabriek, zijn nog te zien nabij het kasteel van Zvolen.
Rond 1900 verhongaarst de stad sterk, in 1910 verklaarde 56% van de bevolking Hongaar te zijn. Na de vorming van Tsjechoslowakije in 1918 daalt het aantal Hongaren sterk en krijgt de stad haar Slowaakse karakter.
Zvolen is tegenwoordig een belangrijk knooppunt van spoor- en autowegen en heeft een grote houtverwerkingsfabriek, een theater, musea, een hogeschool voor bosbouw en houtwetenschappen en sinds 1950 een technische universiteit. In 2002 is het stadsplein opgeknapt.

## Geboren in Zvolen
- László Gyetvai (1918-2013), voetballer
- Václav Ježek (1923-1995), voetballer en voetbaltrainer
- Vladimír Mečiar (1942), eerste minister-president van Slowakije in 1993
- Ján Lašák (1979), ijshockeyspeler
- Karol Beck (1982), tennisspeler
- Lukáš Kubiš (2000), wielrenner

## Afbeeldingen

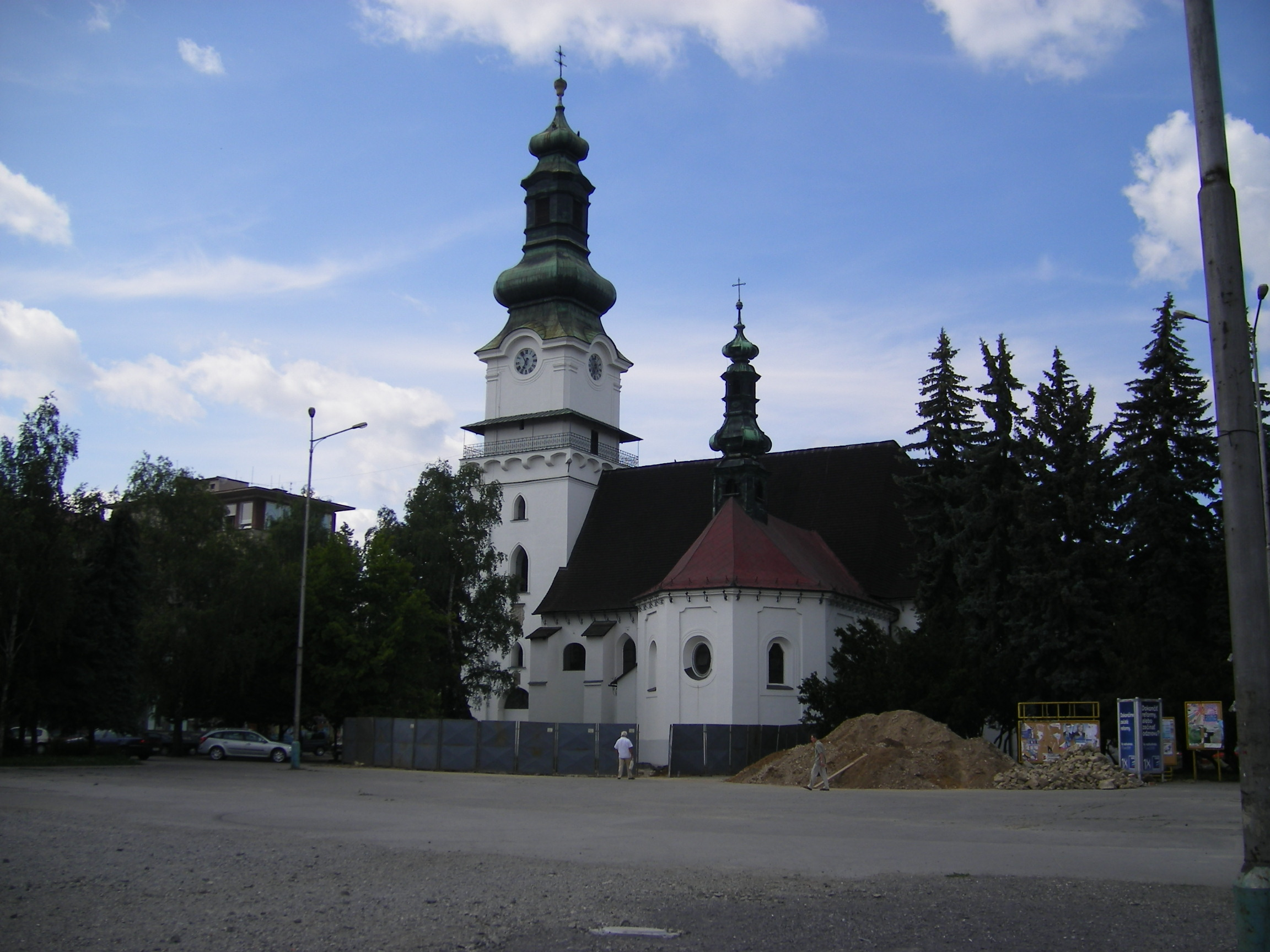
St. Elisabethkerk
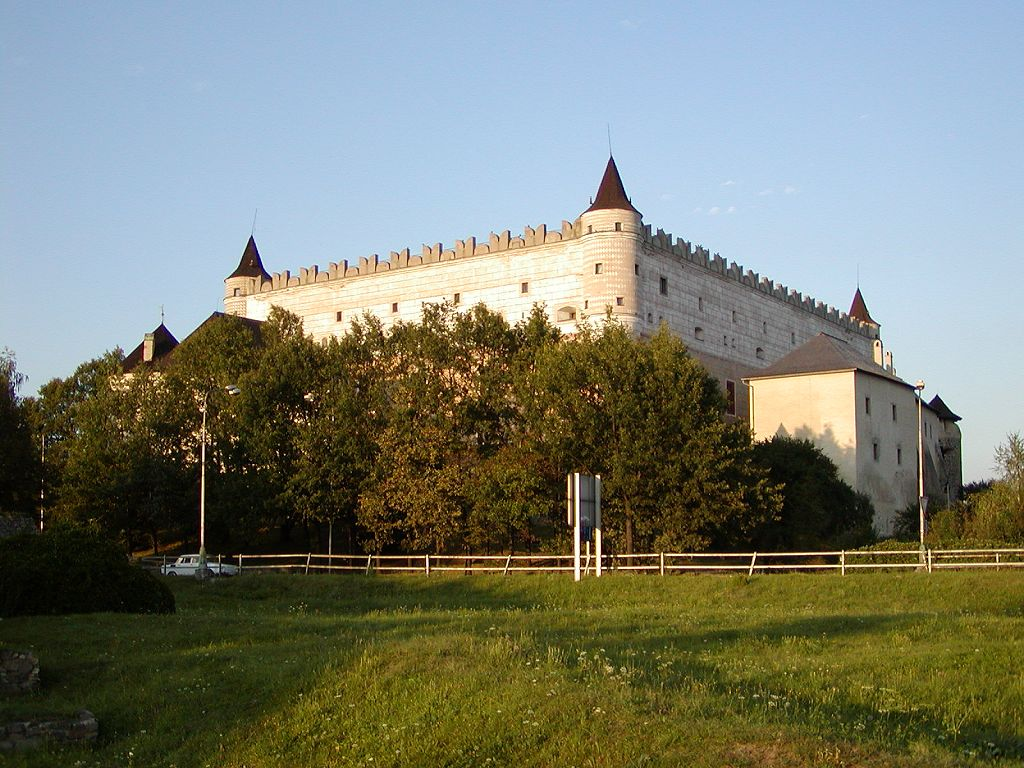
Kasteel van Zvolen
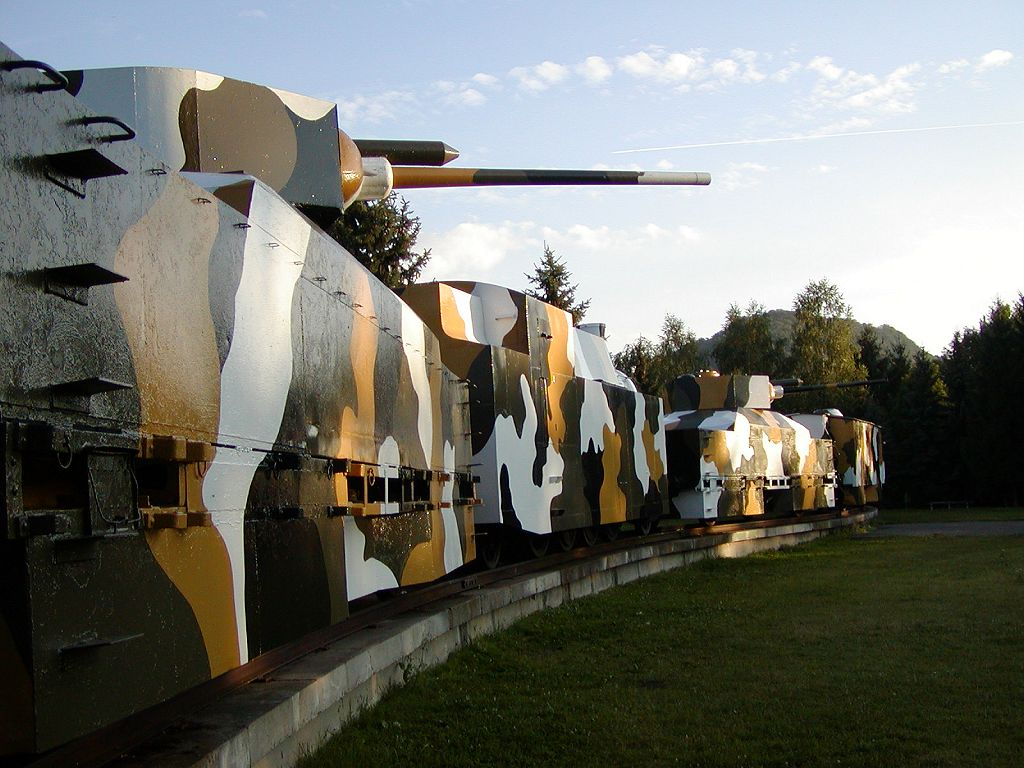
Gepantserde trein
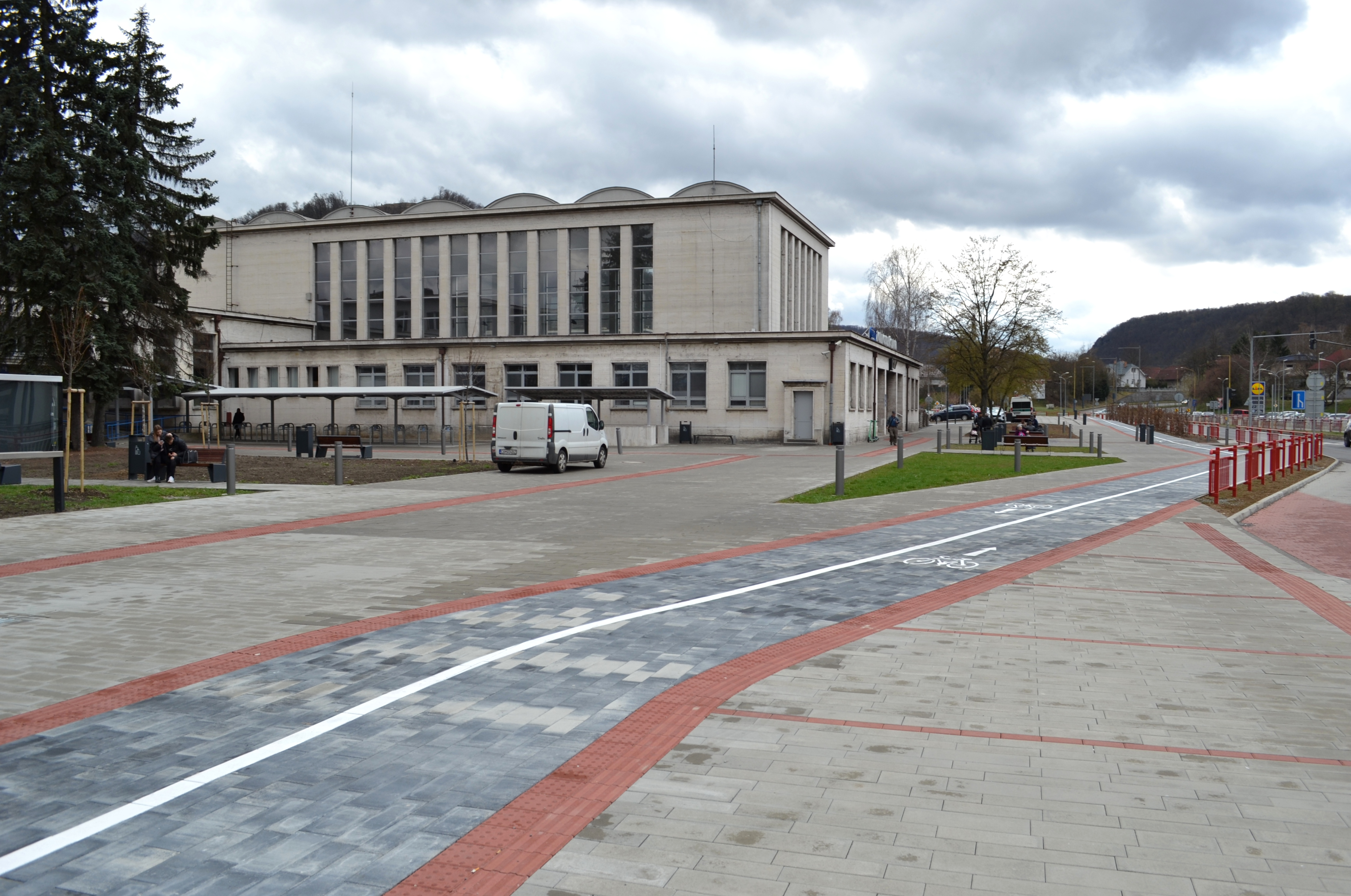
Station Zvolen

Banská Bystrica · Bardejov · Bratislava · Humenné · Komárno · Košice · Levice · Liptovský Mikuláš · Martin · Michalovce · Nitra · Nové Zámky · Poprad · Považská Bystrica · Prešov · Prievidza · Ružomberok · Spišská Nová Ves · Trenčín · Trnava · Žilina · Zvolen